# کوماتسو ۹۳۰ئی
کوموتسو ۹۳۰ای (Komatsu 930E) خودرویی است که از سال ۱۹۹۵ تا کنون تولید شده‌است. طراحی آن توزیع نیروی پیشران بوده است.